# Johannes Voet
 (septembre 2016).
Pour les articles homonymes, voir Voet.
Jean Voët ou Johannes Voet, né le 3 octobre 1647 à Utrecht et mort le 11 septembre 1713 à Leyde, est un juriste néerlandais en droit civil et canon, l’un des plus grands juristes de l’Usus modernus pandectarum aux Pays-Bas et fréquemment rattaché à l'humanisme juridique.

## Biographie
Petit-fils du célèbre théologien Gijsbert Voët, fils de Paul Voët (de), il a probablement étudié à Utrecht, après quoi il enseigna d’abord à l’Academia Nassauensis d’Herborn (en). Ayant alors offert d’enseigner gratuitement pendant deux ans à l’université d'Utrecht, le magistrat accepta son offre, mais le 12 mars 1677, on lui assigna 800 florins par an. En 1680, il accepta une chaire de droit à l’université de Leyde, où il demeura jusqu’à la fin de sa vie. Il était diacre dans l'Église réformée hollandaise et a ensuite travaillé pour l’Église comme comptable. Jean Voët avait épousé Magdeléne de Sadelare, dont il eut une fille, mariée à Gisbert Voët, secrétaire du conseil.

## Travaux
La plus célèbre ouvrage de Voët est son Commentaire sur les Pandectes, fort estimé et dont on a plusieurs éditions, la première en 1698, à Leyde, 2 volumes in-f°, et la cinquième édition en 1716. Bien qu'il montre des signes d’humanisme juridique, il peut également être considéré comme une forme néerlandaise d’usus modernus pandectarum. Traduit en allemand au XIXe siècle, il constitue encore aujourd’hui une source importante de la loi sud-africaine.
Voët voulait réunir ensemble la théorie et la pratique des droits romain et moderne. Contrairement à l’humanisme juridique, il ambitionnait d’expliquer le droit et non de se livrer à une critique philologique des textes. Au lieu de problématiser la genèse du corpus iuris civilis, il l’acceptait fondamentalement comme simple texte légal.
Selon Voët, la connaissance du droit coutumier suffisait à expliquer le droit et à être un bon juriste, alors que pour son confrère Gerhard Noodt, qui soumettait les textes du corpus Iuris à une critique philologique en examinant les interpolations possibles, la compréhension humaniste des textes s’arrêtait nécessairement à un enseignement historique et philologique.
L’importance des travaux de Voët sur le droit privé international est d’avoir contribué à la diffusion de la division de statut développée par son père et du principe de solidarité, c’est-à-dire de collaboration et considération mutuelle entre les États.